# Removedor de metadados
O removedor de metadados é um tipo de software de privacidade criado para proteger a privacidade dos seus utilizadores, removendo metadados potencialmente comprometedores de privacidade de arquivos antes de serem compartilhados com outras pessoas, por exemplo, enviando-os como anexos de e-mail ou publicando-os na Web.
Os metadados podem ser encontrados em vários tipos de documentos, como .docx, planilhas, apresentações powerpoint, imagens, áudio e vídeo. Eles podem incluir informações como detalhes sobre os autores do documento, datas de criação e modificação do documento, localização, histórico de revisão do documento, imagens em miniatura e comentários.
Como os metadados geralmente não são claramente visíveis em aplicações de autoria (dependendo da aplicação e das suas configurações), existe o risco de o utilizador não saber da sua existência ou esquecê-lo e, se o arquivo for compartilhado, informações privadas ou confidenciais serão expostas inadvertidamente. O objetivos dos removedores de metadados é minimizar os risco de vazamento de dados.
Os removedores de metadados que hoje existem podem ser divididos em quatro grupos:
- Ferramentas integrais de remoção de metadados, incluídas em algumas aplicações, como o Document Inspector no Microsoft Office;
- Ferramentas de remoção de metadados em lote, que podem processar vários arquivos ao mesmo tempo;
- Suplementos de cliente de e-mail projetados para remover metadados antes de serem enviados;
- Sistemas baseados em servidor, projetados para remover automaticamente metadados de arquivos de saída no gateway de rede.